# ماهانورو (مانانارا نورد)
ماهانورو (به لاتین: Mahanoro) یک منطقهٔ مسکونی در ماداگاسکار است که در آنالانجیروفو واقع شده‌است. ماهانورو ۸٬۱۱۷ نفر جمعیت دارد و ۳۹۵ متر بالاتر از سطح دریا واقع شده‌است.